# يرجو فالكاما
كان يورجو أرماس فالكاما (المعروف أيضًا باسم فلامينج ، 5 يونيو 1894 – 3 مارس 1975) غواصًا فنلنديًا تنافس في دورة الألعاب الأولمبية الصيفية لعام 1920 وفي دورة الألعاب الأولمبية الصيفية لعام 1924.
في عام ١٩٢٠ حقق المركز الخامس في مسابقة الغوص العالي. وبعد أربع سنوات، أُقصي من الجولة الأولى من مسابقة الغوص العالي.